# Fukuivenator paradoxus
Fukuivenator paradoxus es la única especie conocida del género extinto Fukuivenator ("cazador de Fukui")  de dinosaurio terópodo manirraptoriforme que vivió durante el a principios del periodo Cretácico hace aproximadamente entre 127 y 115 millones de años durante el Aptiense en lo que es hoy Asia.

## Descripción
Se ha estimado que la longitud corporal de Fukuivenator sería de 245 centímetros y con un peso de alrededor de veinticinco kilogramos. Entre los rasgos distintivos se incluyen los dientes espatulados en el frente del premaxilar, los dientes recurvados, con punta y sin borde aserrado en el maxilar y un largo cuello con vértebras cervicales alargadas.

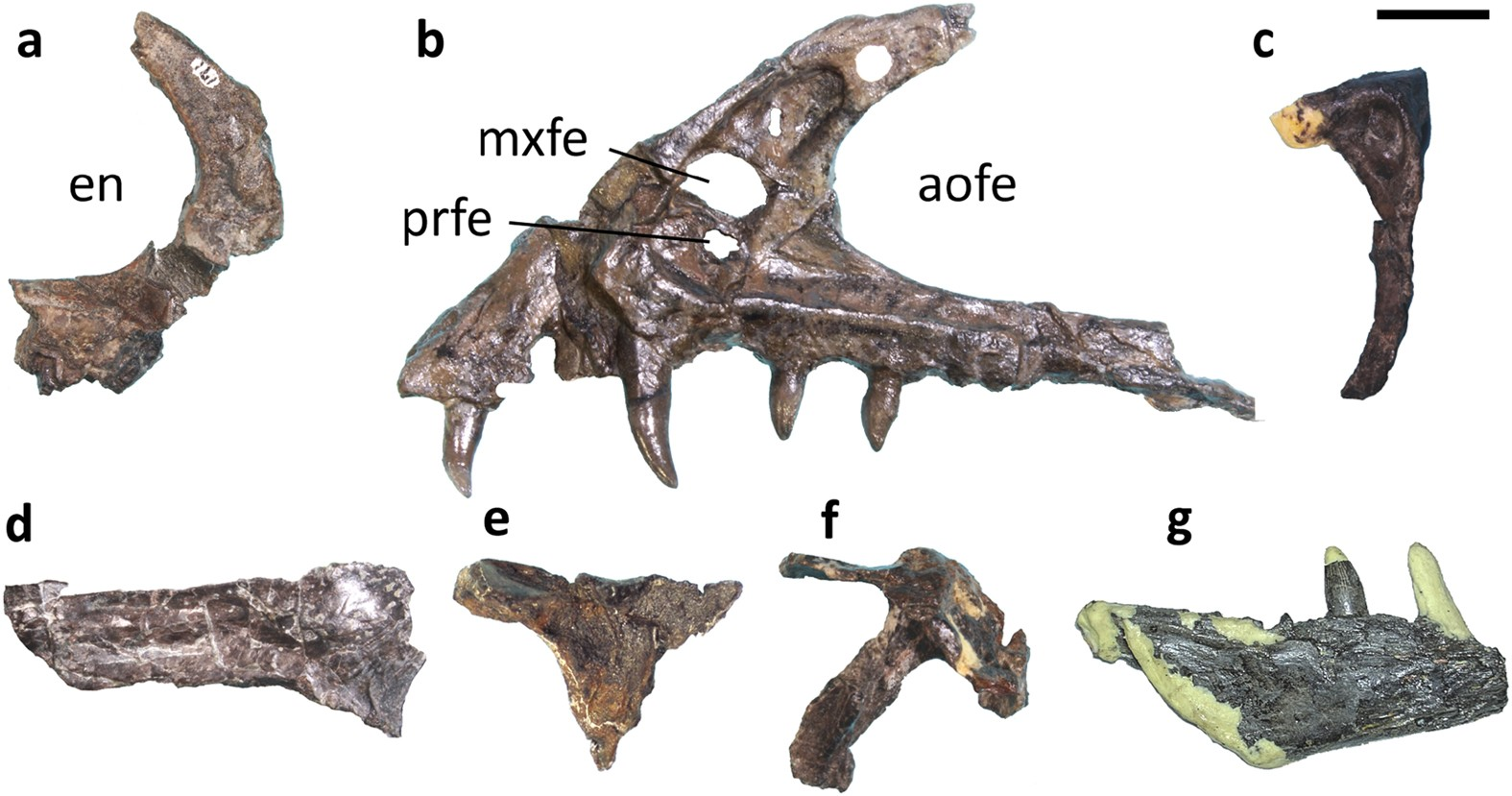
FPDM-V8461
Elementos del cráneo

Debido a su largo cuello y a los dientes sin borde aserrado heterodontos, de los cuales los situados en el frente probablemente tenían extremos externos aplanados, los autores de la descripción de Fukuivenator sugirieron que el animal ya no era un carnívoro, sino que se habría adaptado a una dieta herbívora o al menos omnívora.

## Descubrimiento e investigación
La especie tipo y única conocida es Fukuivenator paradoxus que fue descrita y nombrada en 2016 por Yoichi Azuma, Xu Xing, Masateru Shibata, Soichiro Kawabe, Kazunori Miyata y Takuya Imai. El nombre del género combina la referencia a la prefectura de Fukui con el término en latín venator, "cazador". El nombre de la especie se refiere a la paradójica combinación de características que muestra esta especie.

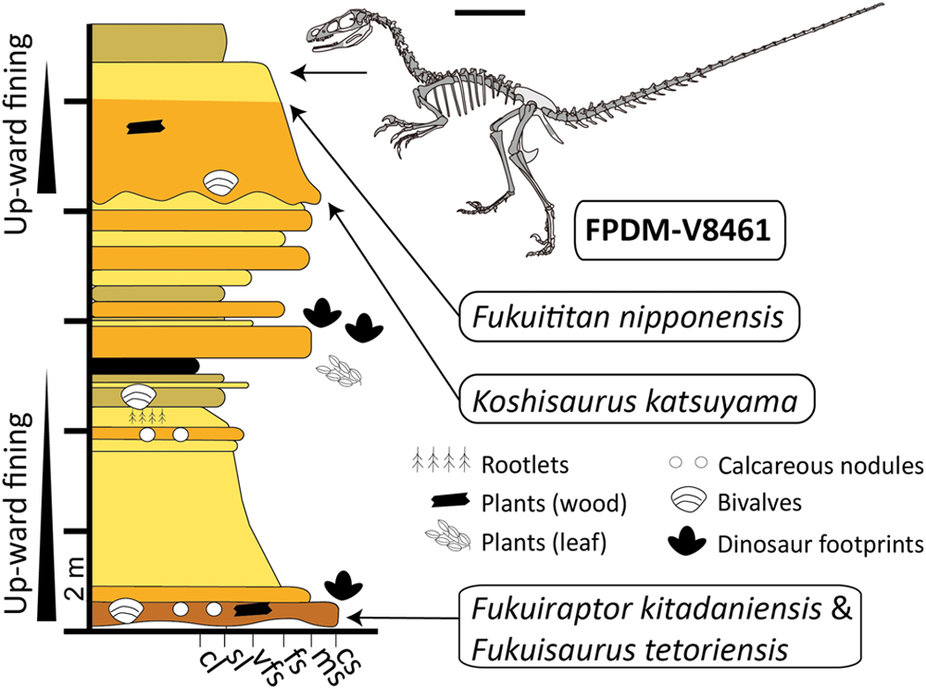
Reconstrucción esquelética y mapa estratigráfico.

El esqueleto de Fukuivenator, el espécimen holotipo FPDM-V8461, fue hallado en agosto de 2007 en rocas pertenecientes a la  Formación Kitadani, la cual es probablemente de las épocas del Barremiense al Aptiense. La datación radiométrica de las unidades rocosas cercanas le ha dado a esta formación una edad estimada de entre 127 a 115 millones de años. El holotipo consiste de un esqueleto parcial con cráneo. El esqueleto de F. paradoxus es el fósil de dinosaurio no aviano más completo hallado en Japón. Los restos, que incluyen cerca de 160 huesos y fragmentos óseos, fueron encontrados desarticulados y recuperados en un área de cincuenta centímetros cuadrados.

## Clasificación
La anatomía de Fukuivenator muestra una combinación única de rasgos primitivos y avanzados de los celurosaurios. Un análisis filogenético llevado a cabo por el equipo de investigación que describió a Fukuivenator encontró que es un miembro primitivo del grupo Maniraptoriformes, en una politomía o posición sin resolver en la que está igualmente relacionado con los ornitomimosaurianos, los maniraptoranos y Ornitholestes. Varias similitudes que posee con los dromeosáuridos fueron explicadas como un caso de evolución convergente.